# پلی‌بویز (فیلم)
پلی‌بویز (به انگلیسی: The Playboys) فیلمی محصول سال ۱۹۹۲ و به کارگردانی گیلیز مک‌کینون است. در این فیلم بازیگرانی همچون آلبرت فینی، آیدان کوئین، رابین رایت، مایلو اوشی، نیو کیوسک، ایان مک‌الینی، نیال بوگی و آدریان دونبار ایفای نقش کرده‌اند.